# Sport-Club Paderborn 07 2010-2011
Questa voce raccoglie le informazioni riguardanti lo Sport-Club Paderborn 07 nelle competizioni ufficiali della stagione 2010-2011.

## Stagione
Nella stagione 2010-2011 il Paderborn, allenato da André Schubert, concluse il campionato di 2. Bundesliga al 12º posto. In Coppa di Germania il Paderborn fu eliminato al primo turno dal FSV Francoforte.

## Rosa
| N. |                      | Ruolo | Calciatore          |
| -- | -------------------- | ----- | ------------------- |
| 19 | Germania (bandiera)  | P     | Nico Burchert       |
| 1  | Germania (bandiera)  | P     | Lukas Kruse         |
| 22 | Germania (bandiera)  | P     | Daniel Masuch       |
| 26 | Germania (bandiera)  | D     | Sören Gonther       |
| 14 | Germania (bandiera)  | D     | Eugen Klukin        |
| 6  | Germania (bandiera)  | D     | Florian Mohr        |
| 23 | Lituania (bandiera)  | D     | Markus Palionis     |
| 3  | Finlandia (bandiera) | D     | Jukka Raitala       |
| 27 | Germania (bandiera)  | D     | Thomas Rath         |
| 28 | Germania (bandiera)  | D     | Sergej Schmik       |
| 13 | Germania (bandiera)  | D     | Christian Strohdiek |
| 4  | Germania (bandiera)  | D     | Toni Wachsmuth      |
| 7  | Germania (bandiera)  | D     | Jens Wemmer         |
| 5  | Kosovo (bandiera)    | C     | Enis Alushi         |

| N. |                               | Ruolo | Calciatore              |
| -- | ----------------------------- | ----- | ----------------------- |
| 21 | Germania (bandiera)           | C     | Daniel Brückner         |
| 15 | RD del Congo (bandiera)       | C     | Rolf-Christel Guié-Mien |
| 17 | Germania (bandiera)           | C     | Philipp Heithölter      |
| 20 | Germania (bandiera)           | C     | Ardian Jevric           |
| 16 | Germania (bandiera)           | C     | Nico Klotz              |
| 18 | Germania (bandiera)           | C     | Markus Krösche          |
| 25 | Germania (bandiera)           | C     | Stefan Parensen         |
| 12 | Germania (bandiera)           | A     | Sören Brandy            |
| 39 | Germania (bandiera)           | A     | Nejmeddin Daghfous      |
| 8  | Macedonia del Nord (bandiera) | A     | Dragan Georgiev         |
| 9  | Germania (bandiera)           | A     | David Jansen            |
| 10 | Albania (bandiera)            | A     | Edmond Kapllani         |
| 29 | Germania (bandiera)           | A     | Gaetano Manno           |
| 11 | Colombia (bandiera)           | A     | Jorge Mosquera          |

## Organigramma societario
Area tecnica
- Allenatore: André Schubert
- Allenatore in seconda: Jan-Moritz Lichte, Asif Šarić
- Preparatore dei portieri: Michael Gibhardt
- Preparatori atletici:

## Risultati

### 2. Bundesliga

#### Girone di andata
| Arbitro: | Kempter |

|  |           |            |
|  | Marcatori | 90’ Hensel |

| Arbitro: | Christ |

|            |           |  |
| Rafael 81’ | Marcatori |  |

| Arbitro: | Leicher |

|                              |           |  |
| Manno 58’ Krösche 85’ (rig.) | Marcatori |  |

| Arbitro: | Steinhaus |

|                                         |           |              |
| Brückner 28’ (aut.) Iashvili 90’ (rig.) | Marcatori | 37’ Kapllani |

| Paderborn 21 settembre 2010, ore 17:30 CEST 5ª giornata | Paderborn  | 0 – 0 referto | RW Oberhausen | Energieteam Arena (5 234 spett.)\| Arbitro: \| Willenborg \| |
| Arbitro:                                                | Willenborg |               |               |                                                              |

| Arbitro: | Kampka |

|                      |           |  |
| Stieber 75’ Auer 78’ | Marcatori |  |

| Arbitro: | Sippel |

|                             |           |               |
| Kapllani 3’, 88’ Wemmer 69’ | Marcatori | 70’ Heidinger |

| Arbitro: | Thielert |

|                                  |           |              |
| Adlung 1’ Hünemeier 56’ Jula 71’ | Marcatori | 68’ Mosquera |

| Arbitro: | Schriever |

|                                  |           |  |
| Mohr 56’ Kapllani 81’ Wemmer 82’ | Marcatori |  |

| Arbitro: | Schalk |

|                              |           |  |
| Wunderlich 51’ Fillinger 90’ | Marcatori |  |

| Arbitro: | Leicher |

|                    |           |  |
| Krösche 64’ (rig.) | Marcatori |  |

| Arbitro: | Welz |

|           |           |                              |
| Leitl 90’ | Marcatori | 8’ (rig.) Krösche 88’ Brandy |

| Arbitro: | Gräfe |

|  |           |                                                         |
|  | Marcatori | 45’ (rig.) Nehrig 48’ Karaslavov 49’ Sararer 90’ Müller |

| Arbitro: | Ittrich |

|                                   |           |  |
| Jong 58’ Dedič 78’ Rzatkowski 80’ | Marcatori |  |

| Arbitro: | Seemann |

|                                |           |                     |
| Adler 59’ Lindemann 75’ (rig.) | Marcatori | 61’ Brandy 76’ Mohr |

| Paderborn 11 dicembre 2010, ore 13:00 CET 16ª giornata | Paderborn | 0 – 0 referto | Duisburg | Energieteam Arena (7 878 spett.)\| Arbitro: \| Perl \| |
| Arbitro:                                               | Perl      |               |          |                                                        |

| Arbitro: | Metzen |

|  |           |                     |
|  | Marcatori | 22’ (rig.) Kapllani |

#### Girone di ritorno
| Arbitro: | Schriever |

|          |           |  |
| Beau 86’ | Marcatori |  |

| Arbitro: | Weiner |

|          |           |           |
| Mohr 32’ | Marcatori | 10’ Thurk |

| Arbitro: | Grudzinski |

|  |           |                          |
|  | Marcatori | 25’ Brandy 57’ Guié-Mien |

| Arbitro: | Rafati |

|                                            |           |  |
| Krösche 53’ (rig.) Brandy 74’ Brückner 87’ | Marcatori |  |

| Arbitro: | Thielert |

|                           |           |  |
| Bahcecioglu 17’ König 52’ | Marcatori |  |

| Arbitro: | Welz |

|            |           |                                         |
| Jansen 10’ | Marcatori | 7’ Stieber 29’ Auer 61’ Radjabali-Fardi |

| Arbitro: | Schmidt |

|          |           |           |
| Tadić 5’ | Marcatori | 88’ Klotz |

| Arbitro: | Christ |

|  |           |                                                      |
|  | Marcatori | 14’, 19’, 29’ (rig.), 64’ (rig.) Petersen 33’ Kruska |

| Düsseldorf 12 marzo 2011, ore 13:00 CET 26ª giornata | Fortuna Düsseldorf | 0 – 0 referto | Paderborn | Merkur Spiel-Arena (18 536 spett.)\| Arbitro: \| Grudzinski \| |
| Arbitro:                                             | Grudzinski         |               |           |                                                                |

| Arbitro: | Steinhaus |

|                         |           |                         |
| Heithölter 2’ Brandy 7’ | Marcatori | 19’ Mölders 90’ Cidimar |

| Arbitro: | Seemann |

|                           |           |  |
| Lasogga 39’ Mijatović 45’ | Marcatori |  |

| Arbitro: | Kampka |

|               |           |                  |
| Wachsmuth 55’ | Marcatori | 53’ (rig.) Leitl |

| Arbitro: | Metzen |

|                     |           |  |
| Kaplan 57’ Haas 86’ | Marcatori |  |

| Paderborn 21 aprile 2011, ore 18:00 CEST 31ª giornata | Paderborn | 0 – 0 referto | Bochum | Energieteam Arena (10 369 spett.)\| Arbitro: \| Welz \| |
| Arbitro:                                              | Welz      |               |        |                                                         |

| Arbitro: | Wingenbach |

|            |           |  |
| Brandy 78’ | Marcatori |  |

| Arbitro: | Dankert |

|                                    |           |              |
| Grlić 13’ Schäffler 33’ Šukalo 71’ | Marcatori | 52’ Kapllani |

| Arbitro: | Kempter |

|                              |           |                     |
| Kapllani 19’, 21’ Brandy 68’ | Marcatori | 44’ Aygün 74’ Rakić |

### Coppa di Germania
| Arbitro: | Schößling |

|                          |           |  |
| Tosunoğlu 57’ Müller 83’ | Marcatori |  |

## Statistiche

### Statistiche di squadra
| Competizione      | Punti | In casa | In casa | In casa | In casa | In casa | In casa | In trasferta | In trasferta | In trasferta | In trasferta | In trasferta | In trasferta | Totale | Totale | Totale | Totale | Totale | Totale | DR  |
| Competizione      | Punti | G       | V       | N       | P       | Gf      | Gs      | G            | V            | N            | P            | Gf           | Gs           | G      | V      | N      | P      | Gf     | Gs     | DR  |
| ----------------- | ----- | ------- | ------- | ------- | ------- | ------- | ------- | ------------ | ------------ | ------------ | ------------ | ------------ | ------------ | ------ | ------ | ------ | ------ | ------ | ------ | --- |
| 2. Bundesliga     | 39    | 17      | 7       | 6       | 4       | 21      | 20      | 17           | 3            | 3            | 11           | 11           | 27           | 34     | 10     | 9      | 15     | 32     | 47     | -15 |
| Coppa di Germania | -     | 0       | 0       | 0       | 0       | 0       | 0       | 1            | 0            | 0            | 1            | 0            | 2            | 1      | 0      | 0      | 1      | 0      | 2      | -2  |
| Totale            | -     | 17      | 7       | 6       | 4       | 21      | 20      | 18           | 3            | 3            | 12           | 11           | 29           | 35     | 10     | 9      | 16     | 32     | 49     | -17 |

### Andamento in campionato
| Giornata  | 1  | 2  | 3  | 4  | 5  | 6  | 7  | 8  | 9  | 10 | 11 | 12 | 13 | 14 | 15 | 16 | 17 | 18 | 19 | 20 | 21 | 22 | 23 | 24 | 25 | 26 | 27 | 28 | 29 | 30 | 31 | 32 | 33 | 34 |
| --------- | -- | -- | -- | -- | -- | -- | -- | -- | -- | -- | -- | -- | -- | -- | -- | -- | -- | -- | -- | -- | -- | -- | -- | -- | -- | -- | -- | -- | -- | -- | -- | -- | -- | -- |
| Luogo     | C  | T  | C  | T  | C  | T  | C  | T  | C  | T  | C  | T  | C  | T  | T  | C  | T  | T  | C  | T  | C  | T  | C  | T  | C  | T  | C  | T  | C  | T  | C  | C  | T  | C  |
| Risultato | P  | P  | V  | P  | N  | P  | V  | P  | V  | P  | V  | V  | P  | P  | N  | N  | V  | P  | N  | V  | V  | P  | P  | N  | P  | N  | N  | P  | N  | P  | N  | V  | P  | V  |
| Posizione | 12 | 14 | 10 | 12 | 14 | 15 | 13 | 13 | 12 | 12 | 12 | 10 | 11 | 12 | 12 | 12 | 12 | 13 | 13 | 12 | 12 | 12 | 13 | 13 | 13 | 13 | 13 | 13 | 13 | 14 | 14 | 14 | 14 | 12 |

Legenda:

Luogo: C = Casa; T = Trasferta. Risultato: V = Vittoria; N = Pareggio; P = Sconfitta.

### Statistiche dei giocatori
| Giocatore     | 2. Bundesliga | 2. Bundesliga | 2. Bundesliga | 2. Bundesliga | Coppa di Germania | Coppa di Germania | Coppa di Germania | Coppa di Germania | Totale   | Totale | Totale      | Totale     |
| Giocatore     | Presenze      | Reti          | Ammonizioni   | Espulsioni    | Presenze          | Reti              | Ammonizioni       | Espulsioni        | Presenze | Reti   | Ammonizioni | Espulsioni |
| ------------- | ------------- | ------------- | ------------- | ------------- | ----------------- | ----------------- | ----------------- | ----------------- | -------- | ------ | ----------- | ---------- |
| N. Burchert   | -             | -             | -             | -             | -                 | -                 | -                 | -                 | -        | -      | -           | -          |
| L. Kruse      | 2             | 0             | 0             | 0             | -                 | -                 | -                 | -                 | 2        | 0      | 0           | 0          |
| D. Masuch     | 32            | 0             | 1             | 0             | 1                 | 0                 | 0                 | 0                 | 33       | 0      | 1           | 0          |
| S. Gonther    | 29            | 0             | 4             | 0             | 1                 | 0                 | 0                 | 0                 | 30       | 0      | 4           | 0          |
| E. Klukin     | -             | -             | -             | -             | -                 | -                 | -                 | -                 | -        | -      | -           | -          |
| F. Mohr       | 32            | 3             | 4             | 1             | 1                 | 0                 | 0                 | 0                 | 33       | 3      | 4           | 1          |
| M. Palionis   | 22            | 0             | 1             | 2             | 1                 | 0                 | 0                 | 0                 | 23       | 0      | 1           | 2          |
| J. Raitala    | 29            | 0             | 5             | 0             | -                 | -                 | -                 | -                 | 29       | 0      | 5           | 0          |
| T. Rath       | -             | -             | -             | -             | -                 | -                 | -                 | -                 | -        | -      | -           | -          |
| S. Schmik     | 1             | 0             | 0             | 0             | -                 | -                 | -                 | -                 | 1        | 0      | 0           | 0          |
| C. Strohdiek  | 22            | 0             | 3             | 1             | 1                 | 0                 | 0                 | 0                 | 23       | 0      | 3           | 1          |
| T. Wachsmuth  | 15            | 1             | 4             | 0             | 1                 | 0                 | 0                 | 0                 | 16       | 1      | 4           | 0          |
| J. Wemmer     | 25            | 2             | 4             | 0             | 1                 | 0                 | 1                 | 0                 | 26       | 2      | 5           | 0          |
| E. Alushi     | 34            | 0             | 4             | 0             | 1                 | 0                 | 0                 | 0                 | 35       | 0      | 4           | 0          |
| D. Brückner   | 29            | 1             | 5             | 0             | 1                 | 0                 | 0                 | 0                 | 30       | 1      | 5           | 0          |
| R. Guié-Mien  | 29            | 1             | 5             | 1             | -                 | -                 | -                 | -                 | 29       | 1      | 5           | 1          |
| P. Heithölter | 25            | 1             | 4             | 0             | -                 | -                 | -                 | -                 | 25       | 1      | 4           | 0          |
| A. Jevric     | 1             | 0             | 0             | 0             | -                 | -                 | -                 | -                 | 1        | 0      | 0           | 0          |
| N. Klotz      | 11            | 1             | 0             | 0             | 1                 | 0                 | 0                 | 0                 | 12       | 1      | 0           | 0          |
| M. Krösche    | 31            | 4             | 5             | 0             | 1                 | 0                 | 0                 | 0                 | 32       | 4      | 5           | 0          |
| S. Parensen   | -             | -             | -             | -             | -                 | -                 | -                 | -                 | -        | -      | -           | -          |
| S. Brandy     | 27            | 7             | 6             | 1             | 1                 | 0                 | 0                 | 0                 | 28       | 7      | 6           | 1          |
| N. Daghfous   | 14            | 0             | 0             | 0             | 1                 | 0                 | 0                 | 0                 | 15       | 0      | 0           | 0          |
| D. Georgiev   | 1             | 0             | 0             | 0             | -                 | -                 | -                 | -                 | 1        | 0      | 0           | 0          |
| D. Jansen     | 13            | 1             | 0             | 0             | -                 | -                 | -                 | -                 | 13       | 1      | 0           | 0          |
| E. Kapllani   | 23            | 8             | 3             | 0             | -                 | -                 | -                 | -                 | 23       | 8      | 3           | 0          |
| G. Manno      | 11            | 1             | 2             | 0             | -                 | -                 | -                 | -                 | 11       | 1      | 2           | 0          |
| J. Mosquera   | 9             | 1             | 0             | 0             | 1                 | 0                 | 0                 | 0                 | 10       | 1      | 0           | 0          |
| S. Krause     | 4             | 0             | 0             | 0             | -                 | -                 | -                 | -                 | 4        | 0      | 0           | 0          |